# Кожамжарський сільський округ
Кожамжа́рський сільський округ (каз. Қожамжар ауылдық округі, рос. Кожамжарский сельский округ) — адміністративна одиниця у складі Актогайського району Павлодарської області Казахстану. Адміністративний центр — село Кожамжар.
Населення — 1311 осіб (2021; 1467 у 2009, 1952 у 1999, 2667 у 1989).
Станом на 1989 рік існувала Степна сільська рада (села Джамбул, Кайран, Кожамжар, Кубань).

## Склад
До складу округу входять такі населені пункти:
| Населений пункт | Старі назви | Населення, осіб (1989) | Населення, осіб (1999) | Населення, осіб (2009) | Населення, осіб (2021) |
| --------------- | ----------- | ---------------------- | ---------------------- | ---------------------- | ---------------------- |
| Жамбил, село    | Джамбул     | 390                    | 302                    | 196                    | 184                    |
| Кайран, село    | -           | 312                    | 220                    | 144                    | 109                    |
| Караой, село    | Кубань      | 389                    | 217                    | 164                    | 125                    |
| Кожамжар, село  | -           | 1576                   | 1213                   | 963                    | 893                    |